# Chautipa, Olinalá
Chautipa är en ort i Mexiko.   Den ligger i kommunen Olinalá och delstaten Guerrero, i den sydöstra delen av landet, 180 km söder om huvudstaden Mexico City. Chautipa ligger 1 216 meter över havet och antalet invånare är 138.
Terrängen runt Chautipa är kuperad, och sluttar västerut. Runt Chautipa är det glesbefolkat, med 19 invånare per kvadratkilometer. Närmaste större samhälle är Olinalá, 16,9 km sydost om Chautipa. I omgivningarna runt Chautipa växer huvudsakligen savannskog.